# Д’Эне, Кристоф
Кристоф Д’Эне (нидерл. Kristof D'haene; родился 6 июня 1990, Кортрейк, Бельгия) — бельгийский футболист, полузащитник клуба «Роселаре-Дайзель». 

## Клубная карьера
Д’Эне — воспитанник клубов «Стасегем», «Харельбеке», «Мускрон» и «Брюгге». Он не смог выиграть конкуренцию в последнем и выступал только молодёжную и дублирующую команду. В 2010 году Д’Эне подписал контракт с «Серкль Брюгге». 1 августа в матче против «Шарлеруа» он дебютировал в Жюпиле лиге. 21 ноября в поединке против своего бывшего клуба «Брюгге» Кристоф забил свой первый гол за «Серкль Брюгге». В 2013 году он помог команде выйти в финал Кубка Бельгии.
Летом 2015 года Д’Эне перешёл в «Кортрейк». 25 июля в матче против льежского «Стандарда» он дебютировал за новый клуб. 6 декабря в поединке против «Локерена» Кристоф забил свой первый гол за «Кортрейк».